# André Falcão de Resende
Pour les articles homonymes, voir Falcao.
André Falcão de Resende, né en 1527 à Evora et mort en 1599, est un poète portugais.
Fils de Jorge de Resende, poète du Chansonnier général et de Lucrecia Falcão, il est le neveu du célèbre poète, musicien, chroniqueur et architecte Garcia de Resende.